# Crown Head
Das Crown Head (englisch für Kronenhaupt) ist eine Landspitze an der Nordküste von Coronation Island im Archipel der Südlichen Orkneyinseln. Sie liegt auf der Ostseite der Einfahrt zur Palmer Bay bzw. auf der Westseite derjenigen zur Sayer Bay.
Der britische Robbenfängerkapitän George Powell und sein US-amerikanisches Pendant Nathaniel Palmer entdeckten die Landspitze gemeinsam im Dezember 1821. Der Falkland Islands Dependencies Survey nahm zwischen 1956 und 1958 Vermessungen vor. Das UK Antarctic Place-Names Committee benannte sie 1959 in Anlehnung an die Benennung von Coronation Island, deren Name sich von der Krönung des englischen Königs Georg IV. ableitet.